# Emanuele Bombini
Emanuele Bombini (* 2. Juli 1959 in San Ferdinando di Puglia) ist ein ehemaliger italienischer Radrennfahrer und Sportlicher Leiter.

## Sportliche Laufbahn
Als Amateur gewann er 1976 die Coppa Collecchio, 1977 die Coppa Cicogna, 1978 das Rennen Freccia dei Vini und 1980 Mailand–Tortona.
Von 1981 bis 1991 war er als Berufsfahrer aktiv. Seinen ersten Vertrag hatte er beim Radsportteam Hoonved-Bottecchia. Seinen größten sportlichen Erfolg hatte er 1985, als eine Etappe beim Giro d’Italia gewann. In jener Saison siegte er auch im Rennen Mailand–Vignola vor Marino Amadori. 1987 gewann er die zweite Etappe des Coors International Bicycle Classic. 1990 war er auf einer Etappe der Settimana Ciclistica Bergamasca erfolgreich.
Den Giro d’Italia bestritt er zehnmal. Seine besten Platzierungen in der Gesamtwertung waren 1985 der 11. Rang und 1987 sowie 1988 jeweils der 20. Rang. In der Vuelta a España 1987 schied er aus. In den Rennen der Monumente des Radsports wurde er 1981 Siebenter der Lombardei-Rundfahrt, im Rennen Lüttich–Bastogne–Lüttich platzierte er sich 1987 auf dem 9. Rang.

## Erfolge
1981
- eine Etappe Giro d’Italia 1981 MZF

1985
- eine Etappen Giro d’Italia 1985
- eine Etappen Giro d’Italia 1985 MZF
- Mailand–Vignola

## Berufliches
Nach seiner aktiven Laufbahn war er Sportlicher Leiter bei Mecair-Ballan, Gewiss-Bianchi, Batik-Del Monte, Riso Scotti und Barloworld.